# チェルノウスィ駅
チェルノウスィ駅（チェルノウスィえき）は、チェコ共和国リベレツ県リベレツ郡にある、チェコ国鉄037号線の駅である。

## 駅構造

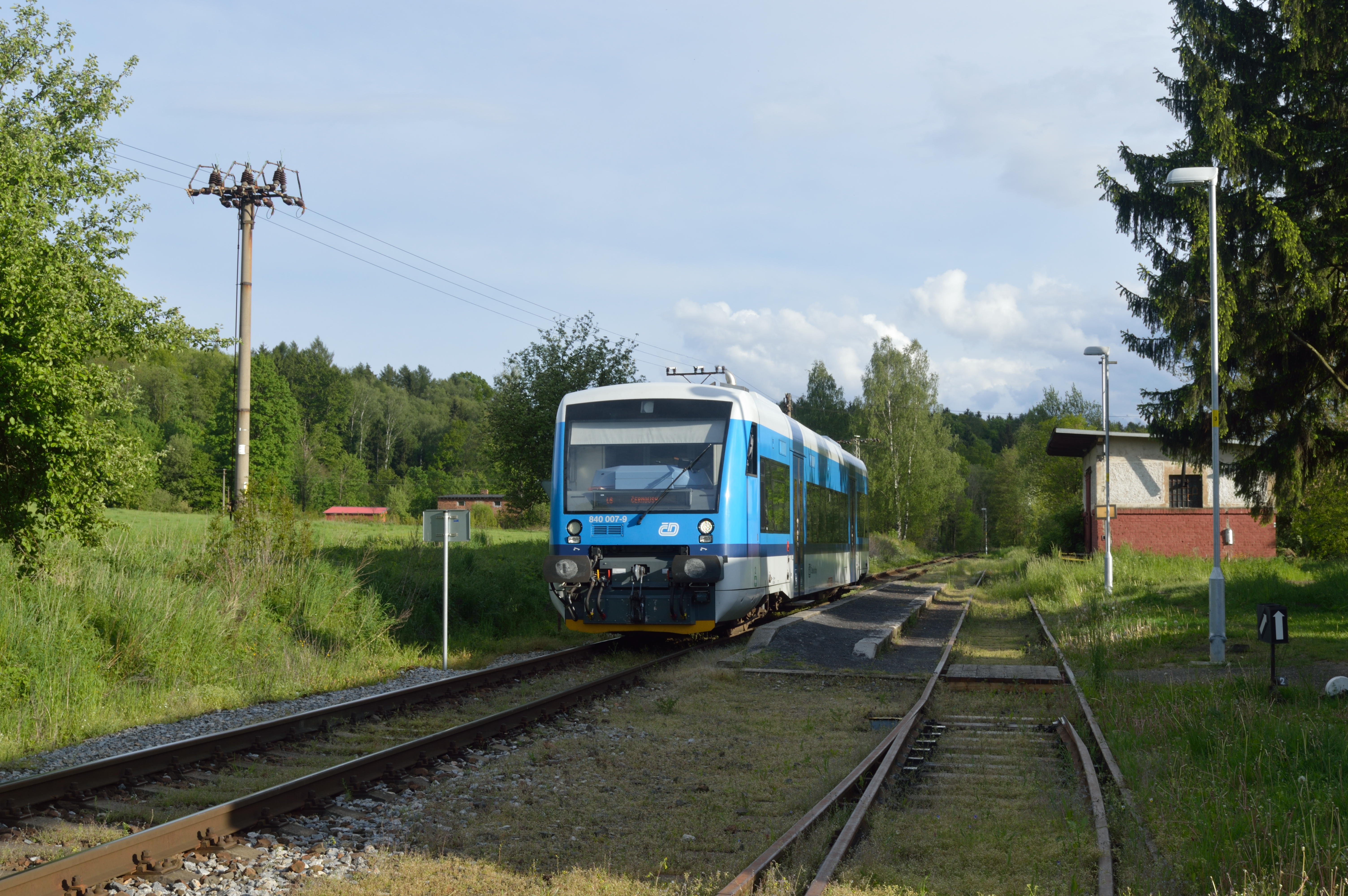
チェルノウスィ駅に停車する840.007(ČD Class 840 and 841)

島式1面2線の地上駅。

### ホーム
| 路線    | 方向   | 行先         | 備考 |
| ------- | ------ | ------------ | ---- |
| 037号線 | 南方向 | リベレツ方面 | 普通 |

### ダイヤ[1]
概ね、平日は1時間に1本、休日は2時間に1本、各駅停車が発車する。

## 隣の駅
チェコ国鉄
037号線
普通
チェルノウスィ駅 - フィリポフカ駅

## その他
チェコ最北端の駅で、ポーランドとの国境に近い。